# Xi Herculis
Xi Herculis (ξ Her, ξ Herculis) è una stella situata nella costellazione di Ercole. Dista 137 anni luce dal sistema solare e la sua magnitudine apparente è +3,71. 

## Osservazione
Si tratta di una stella situata nell'emisfero celeste boreale. La sua posizione moderatamente boreale fa sì che questa stella sia osservabile specialmente dall'emisfero nord, in cui si mostra alta nel cielo nella fascia temperata; dall'emisfero australe la sua osservazione risulta invece un po' più penalizzata, anche se la stella è comunque osservabile più a nord della latitudine 60° S. Essendo di magnitudine 3,71, la si può osservare anche dai piccoli centri urbani senza difficoltà, sebbene un cielo non eccessivamente inquinato sia maggiormente indicato per la sua individuazione.
Il periodo migliore per la sua osservazione nel cielo serale ricade nei mesi compresi fra aprile e ottobre; nell'emisfero nord è visibile anche per un periodo maggiore, grazie alla declinazione boreale della stella, mentre nell'emisfero sud può essere osservata solo durante i mesi d'inizio estate australi.

## Caratteristiche fisiche
Xi Herculis è una gigante gialla di tipo spettrale G8III avente una massa 2,3 volte quella solare. Il raggio è 10 volte quello del Sole ed emette 51 volte più luce della nostra stella. La stella è una variabile semiregolare con un periodo di 121 giorni.
La velocità radiale negativa indica che la stella si sta avvicinando al sistema solare.